# Tomasz Buczek
Tomasz Wojciech Buczek (ur. 24 kwietnia 1986 w Kolbuszowej) – polski polityk, inżynier budownictwa i przedsiębiorca, poseł do Parlamentu Europejskiego X kadencji.

## Życiorys
Z wykształcenia inżynier budownictwa. Zamieszkał w Kolbuszowej Górnej, gdzie podjął działalność gospodarczą w sektorze rolnym. Wstąpił do Ruchu Narodowego, został jego liderem w województwie podkarpackim. Był także wiceprezesem podkarpackiego oddziału Młodzieży Wszechpolskiej. W 2014, 2018 i 2024 bezskutecznie ubiegał się o mandat radnego Sejmiku Województwa Podkarpackiego. W 2019 bez powodzenia startował do Parlamentu Europejskiego. W 2019 i 2023 bez powodzenia z listy Konfederacji kandydował do Sejmu.
W wyborach w 2024 uzyskał mandat posła do Parlamentu Europejskiego X kadencji, otrzymując 51 754 głosy. Zasiadł w Komisji Praw Kobiet i Równouprawnienia. W październiku 2024 dołączył do frakcji Patrioci za Europą.

## Wyniki wyborcze
| Wybory | Komitet wyborczy                              | Komitet wyborczy                               | Organ                                        | Okręg          | Wynik        |
| ------ | --------------------------------------------- | ---------------------------------------------- | -------------------------------------------- | -------------- | ------------ |
| 2014   |                                               | Ruch Narodowy                                  | Sejmik Województwa Podkarpackiego V kadencji | nr 3           | 968 (0,85%)  |
| 2018   | Sejmik Województwa Podkarpackiego VI kadencji | Ruch Narodowy                                  | nr 1                                         | 1578 (0,75%)   |              |
| 2019   |                                               | Konfederacja KORWiN Braun Liroy Narodowcy      | Parlament Europejski IX kadencji             | nr 9           | 2340 (0,31%) |
| 2019   |                                               | Konfederacja Wolność i Niepodległość           | Sejm IX kadencji                             | nr 23          | 3639 (0,62%) |
| 2023   | Sejm X kadencji                               | Konfederacja Wolność i Niepodległość           | 11 341 (1,68%)                               | nr 23          |              |
| 2024   | Konfederacja i Bezpartyjni Samorządowcy       | Sejmik Województwa Podkarpackiego VII kadencji | nr 1                                         | 10 446 (5,06%) |              |
| 2024   | Konfederacja Wolność i Niepodległość          | Parlament Europejski X kadencji                | nr 9                                         | 51 754 (8,18%) |              |